# Uruguay i olympiska sommarspelen 2016
Uruguay deltog med 17 deltagare vid de olympiska sommarspelen 2016 i Rio de Janeiro. Ingen av landets deltagare erövrade någon medalj.

## Friidrott
Förkortningar
- Notera– Placeringar avser endast det specifika heatet.
- Q = Tog sig vidare till nästa omgång
- q = Tog sig vidare till nästa omgång som den snabbaste förloraren eller, i fältgrenarna, genom placering utan att nå kvalgränsen
- NR = Nationellt rekord
- N/A = Omgången fanns inte i grenen
- Bye = Idrottaren behövde inte tävla i omgången

Herrar
Bana och väg
| Idrottare       | Gren                     | Heat     | Heat      | Semifinal | Semifinal | Final            | Final            |
| Idrottare       | Gren                     | Resultat | Placering | Resultat  | Placering | Resultat         | Placering        |
| --------------- | ------------------------ | -------- | --------- | --------- | --------- | ---------------- | ---------------- |
| Andrés Silva    | Herrarnas 400 meter häck | 49,21    | 3 Q       | 49,75     | 6         | Gick inte vidare | Gick inte vidare |
| Martín Cuestas  | Herrarnas maraton        | i.u.     | i.u.      | i.u.      | i.u.      | 2:28:10          | 110              |
| Nicolás Cuestas | Herrarnas maraton        | i.u.     | i.u.      | i.u.      | i.u.      | 2:17:44          | 40               |
| Andrés Zamora   | Herrarnas maraton        | i.u.     | i.u.      | i.u.      | i.u.      | 2:18:36          | 50               |

Fältgrenar
| Idrottare     | Gren                | Kval    | Kval      | Final   | Final     |
| Idrottare     | Gren                | Distans | Placering | Distans | Placering |
| ------------- | ------------------- | ------- | --------- | ------- | --------- |
| Emiliano Lasa | Herrarnas längdhopp | 8,14    | 3 q       | 8,10    | 6         |

Damer
Bana och väg
| Idrottare         | Gren               | Heat     | Heat      | Semifinal        | Semifinal        | Final            | Final            |
| Idrottare         | Gren               | Resultat | Placering | Resultat         | Placering        | Resultat         | Placering        |
| ----------------- | ------------------ | -------- | --------- | ---------------- | ---------------- | ---------------- | ---------------- |
| Déborah Rodríguez | Damernas 800 meter | 2:01,86  | 6         | Gick inte vidare | Gick inte vidare | Gick inte vidare | Gick inte vidare |

## Judo
| Idrottare        | Gren                           | Omgång 1             | Omgång 2                   | Kvartsfinaler        | Semifinaler          | Återkval             | Final / BM           | Final / BM       |                  |
| Idrottare        | Gren                           | Motståndare Resultat | Motståndare Resultat       | Motståndare Resultat | Motståndare Resultat | Motståndare Resultat | Motståndare Resultat | Placering        |                  |
| ---------------- | ------------------------------ | -------------------- | -------------------------- | -------------------- | -------------------- | -------------------- | -------------------- | ---------------- | ---------------- |
| Pablo Aprahamian | Herrarnas halv tungvikt −100kg | Bye                  | Buzacarini (BRA) L 000–100 | Gick inte vidare     | Gick inte vidare     | Gick inte vidare     | Gick inte vidare     | Gick inte vidare | Gick inte vidare |

## Ridsport

### Hoppning
| Ryttare                 | Häst                   | Gren         | Kval     | Kval      | Kval     | Kval     | Kval      | Kval     | Kval     | Kval      | Final            | Final            | Final            | Final            | Final            | Totalt           | Totalt           |
| Ryttare                 | Häst                   | Gren         | Omgång 1 | Omgång 1  | Omgång 2 | Omgång 2 | Omgång 2  | Omgång 3 | Omgång 3 | Omgång 3  | Omgång A         | Omgång A         | Omgång B         | Omgång B         | Omgång B         | Totalt           | Totalt           |
| Ryttare                 | Häst                   | Gren         | Straff   | Placering | Straff   | Totalt   | Placering | Straff   | Totalt   | Placering | Straff           | Placering        | Straff           | Totalt           | Placering        | Straff           | Placering        |
| ----------------------- | ---------------------- | ------------ | -------- | --------- | -------- | -------- | --------- | -------- | -------- | --------- | ---------------- | ---------------- | ---------------- | ---------------- | ---------------- | ---------------- | ---------------- |
| Nestor Nielsen van Hoff | Prince Royal de la Luz | Individuellt | 1        | =25 Q     | 9        | 10       | =44 Q     | 13       | 23       | 42        | Gick inte vidare | Gick inte vidare | Gick inte vidare | Gick inte vidare | Gick inte vidare | Gick inte vidare | Gick inte vidare |

## Rodd
| Roddare           | Gren                    | Heat    | Heat      | Återkval | Återkval  | Kvartsfinal | Kvartsfinal | Semifinal | Semifinal | Final   | Final     |
| Roddare           | Gren                    | Tid     | Placering | Tid      | Placering | Tid         | Placering   | Tid       | Placering | Tid     | Placering |
| ----------------- | ----------------------- | ------- | --------- | -------- | --------- | ----------- | ----------- | --------- | --------- | ------- | --------- |
| Jhonatan Esquivel | Herrarnas singelsculler | 7:16,08 | 3 QF      | Bye      | Bye       | 7:40,27     | 5 SC/D      | 7:22,98   | 1 FC      | 7:13,65 | 18        |

## Segling
Herrar
| Seglare          | Gren                | Lopp | Lopp | Lopp | Lopp | Lopp | Lopp | Lopp | Lopp | Lopp | Lopp | Lopp | Nettopoäng | Finalplacering |
| Seglare          | Gren                | 1    | 2    | 3    | 4    | 5    | 6    | 7    | 8    | 9    | 10   | M*   | Nettopoäng | Finalplacering |
| ---------------- | ------------------- | ---- | ---- | ---- | ---- | ---- | ---- | ---- | ---- | ---- | ---- | ---- | ---------- | -------------- |
| Alejandro Foglia | Herrarnas finnjolle | 21   | UFD  | 9    | 17   | 20   | 21   | 15   | 15   | 3    | 1    | EL   | 122        | 19             |

Damer
| Seglare         | Gren                  | Lopp | Lopp | Lopp | Lopp | Lopp | Lopp | Lopp | Lopp | Lopp | Lopp | Lopp | Nettopoäng | Finalplacering |
| Seglare         | Gren                  | 1    | 2    | 3    | 4    | 5    | 6    | 7    | 8    | 9    | 10   | M*   | Nettopoäng | Finalplacering |
| --------------- | --------------------- | ---- | ---- | ---- | ---- | ---- | ---- | ---- | ---- | ---- | ---- | ---- | ---------- | -------------- |
| Dolores Moreira | Damernas laser radial | 12   | 32   | 23   | 22   | 31   | 28   | 28   | 7    | 11   | 24   | EL   | 185        | 25             |

Mixed
| Idrottare                    | Gren     | Lopp | Lopp | Lopp | Lopp | Lopp | Lopp | Lopp | Lopp | Lopp | Lopp | Lopp | Lopp | Lopp | Nettopoäng | Slutlig placering |
| Idrottare                    | Gren     | 1    | 2    | 3    | 4    | 5    | 6    | 7    | 8    | 9    | 10   | 11   | 12   | M*   | Nettopoäng | Slutlig placering |
| ---------------------------- | -------- | ---- | ---- | ---- | ---- | ---- | ---- | ---- | ---- | ---- | ---- | ---- | ---- | ---- | ---------- | ----------------- |
| Pablo Defazio Mariana Foglia | Nacra 17 | 19   | 5    | 11   | 13   | 17   | 19   | 16   | 16   | 17   | 6    | 6    | 16   | EL   | 142        | 17                |

## Tennis
| Spelare      | Gren       | Omgång 1                                 | Omgång 2                       | Åttondelsfinaler  | Kvartsfinaler     | Semifinaler       | Final / BM        | Final / BM       |
| Spelare      | Gren       | Motståndare Poäng                        | Motståndare Poäng              | Motståndare Poäng | Motståndare Poäng | Motståndare Poäng | Motståndare Poäng | Placering        |
| ------------ | ---------- | ---------------------------------------- | ------------------------------ | ----------------- | ----------------- | ----------------- | ----------------- | ---------------- |
| Pablo Cuevas | Herrsingel | Basilasjvili (GEO) W 6–3, 6–7(8–10), 6–3 | Bellucci (BRA) L 2–6, 6–4, 3–6 | Gick inte vidare  | Gick inte vidare  | Gick inte vidare  | Gick inte vidare  | Gick inte vidare |